# وادي ولبة

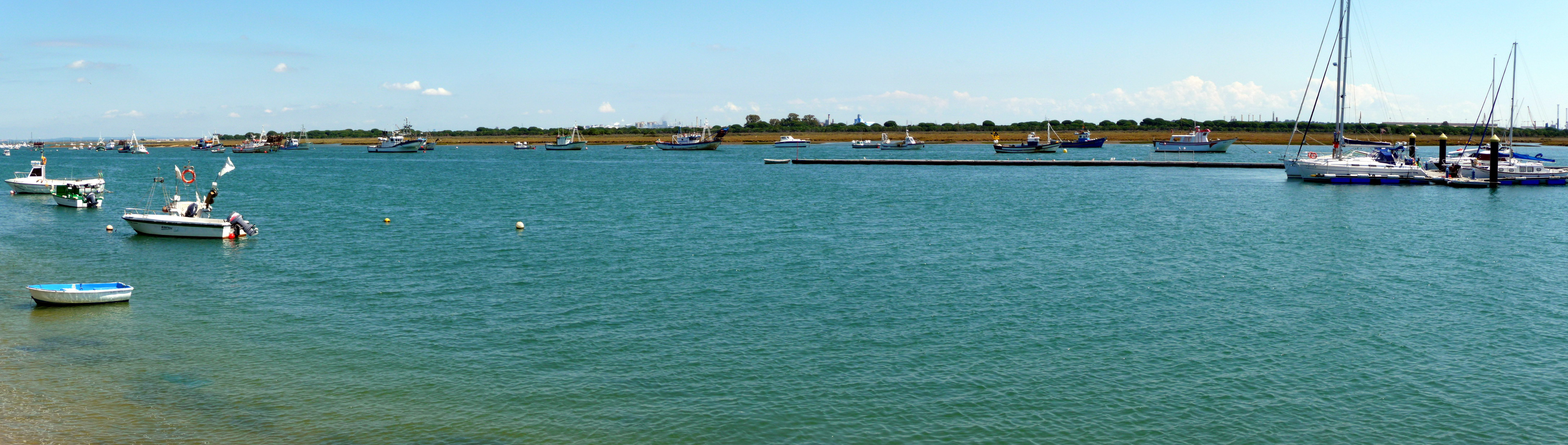
وادي ولبة

وادي وَلْبَة هو وادٍ مغمور يقع في مقاطعة ولبة بجنوب غربي إسبانيا. يتكون وادي ولبة من اجتماع نهري لبلة ووديال، وهو مغمور بمياه المحيط الأطلسي.